# Miloslav Sochor
Miloslav Sochor (Pec pod Sněžkou, 8 gennaio 1952) è un ex sciatore alpino ceco che gareggiò per la nazionale cecoslovacca.

## Biografia
Sciatore polivalente, Sochor ottenne i primi piazzamenti internazionali in occasione dei Mondiali di Sankt Moritz 1974, dove si classificò 47º nella discesa libera, 21º nello slalom gigante, 17º nello slalom speciale e 4º nella combinata, e il primo piazzamento in Coppa del Mondo il 9 marzo dello stesso anno a Vysoké Tatry in slalom gigante (8º); in Coppa Europa nella stagione 1974-1975 vinse la classifica di slalom gigante e fu 3º in quella generale.
Ai XII Giochi olimpici invernali di Innsbruck 1976, sua unica presenza olimpica, fu 40º nella discesa libera, 11º nello slalom gigante, 14º nello slalom speciale e 7º nella combinata (disputata in sede olimpica ma valida solo per i Mondiali 1976). In Coppa del Mondo ottenne nove piazzamenti nei primi dieci, l'ultimo dei quali fu anche il suo unico podio: 3º nello slalom gigante di Åre del 21 marzo 1977, dietro a Ingemar Stenmark e Klaus Heidegger. Ottenne i suoi ultimi piazzamenti agonistici ai Mondiali di Garmisch-Partenkirchen 1978, dove si classificò 39º nella discesa libera, 25º nello slalom gigante e non completò lo slalom speciale.

## Palmarès

### Coppa del Mondo
- Miglior piazzamento in classifica generale: 38º nel 1977
- 1 podio
  - 1 terzo posto

### Coppa Europa
- Miglior piazzamento in classifica generale: 3º nel 1975[4]
- Vincitore della classifica di slalom gigante nel 1975[4]